# ホームランなみち
ホームランなみち（1989年11月20日 - ）は、日本の女性アイドル、歌手、タレント、女優。
福島県郡山市出身。サプライズ所属。本名は河内 那美（かわち なみ）。愛称はなみっちゃん。パチンコ・パチスロが大好きなアイドルタレントとして活動。野球ユニフォーム風のコスチュームがトレードマークで、背番号は「73（なみ）」。勝利の女神・縁起のいいアイドルとの異名を持つ。

## 来歴
- 1989年11月20日、2人姉妹の長女（妹が1人いる）として生まれる。日本大学東北高等学校卒業[3]まで福島県郡山市に在住し、日本大学芸術学部映画学科進学[3]を機に上京。
- 2008年、18歳からMCの勉強をするためパチンコ・パチスロホールにてイベントコンパニオンとして活動。
- 2011年2月、役者として劇団「ラチェットレンチ」の作品にて初舞台を踏む。
- 2011年12月、「輝け!パチスロリーグ」で初めてパチンコ・スロット専門番組への出演を果たす。また、同番組内にて活動名を本名の河内那美から「ホームランなみち」に改名したことを発表。命名したのはパチスロ攻略ライターの木村魚拓。
- 2012年 現所属事務所であるサプライズから声を掛けられ、同事務所に所属。「パチFUN!」などパチンコ・パチスロに関連するテレビ番組への出演も務め、パチンコ・パチスロが大好きなアイドルとして活動開始[4]。
- 2012年11月20日、自身で作詞を手がけた1stシングル「Reel Love」を発表。iTunes&Amazon.comにて配信スタート。
- 2013年4月、竹書房ビジュアルクイーン2013　初代準グランプリを受賞[5][6]。
- 2013年11月、初めて「まねスイング」[注 1]（野球選手のバッティングフォームものまね）にチャレンジ。きっかけはホリ (ものまねタレント)に勧められたため。
- 2013年12月1日、1st CD「Reel Love」（CD+DVD）をリリース。
- 2014年7月6日、初のソロライブ「73」 ～キミの笑顔を予告ホームラン！～を開催。
- 2014年9月、「パチFUN!感謝祭」として1日で4店のパチンコ・パチスロホールを廻り、無料でミニライブを開催。以降、2017年3月まで1ヶ月に1回以上のペースでホールライブを行った。
- 2014年12月12日、翌年1月11日、2月22日、3月3日、4月4日と、パチンコ・パチスロ業界では縁起がいいと言われるゾロ目の日程で5カ月連続新曲リリース[7]。これに合わせてジャケットデザインをファンと共に創る企画「なみちとみんなで、リリースに向けて縁起を担いだジャケットを作ろう！」を実施し、「三次元のキミへ」（2015年1月11日配信）のジャケットモチーフが創られた[8]。
- 2015年8月5日、女塾オールスターズのメンバーとしてメジャーデビュー。
- 2015年8月22日、10作目のシングル「ENCOUNTER」を発表し、Amazon.comデジタルミュージックの人気ランキングMPSアルバム部門、MP3楽曲部門で第1位を獲得。
- 2015年9月18日、「価千金ホームランライブ」のステージ上で初の金髪をお披露目。現所属事務所社長に「自らが金色に輝いてパチンコ・パチスロユーザーにとって縁起のいいプレミアムな存在になったらいいんじゃないか」とディレクションされ、黒髪を金髪へと改新[注 2]。
- 2016年3月、サプライズ主宰の劇団「全力バカ娘」の旗揚げメンバーとなる。同年3月31日と4月1日に旗揚げ公演「ハッタリ合戦」を新宿シアターモリエールで行った。
- 2016年4月、TBSラジオ『伊集院光とらじおと』にレポーターとしてレギュラー出演（初出演は2016年4月28日）。
- 2016年12月31日、自身初のカウントダウンホールライブを三重県のパチンコホールで行った。
- 2017年9月10日、埼玉西武ライオンズのイベント（対北海道日本ハムファイターズ戦）にイルマニアと共にゲスト出演[9][注 3]。ホームランが3本も飛び出し、ホームの埼玉西武ライオンズに勝利を呼び込んだ。また、ライナとライオンズ選手のホームランものまね対決、ミニライブを披露したほか、イルマニアとのピッチ対決などを行った。このイベント出演をきっかけに各メディアが「ホームランものまね」を「まねスイング」と呼称したため、この頃より呼び名が変更となった[10][11]。
- 2017年9月15日、初の全国ツアー「メモリアルホームランライブ」がスタート。“10年後も記憶に残るように”とのコンセプトで、東京湾での船上ライブを皮切りに愛知・千葉・神奈川・大阪・埼玉・東京・福島と全7都市8公演を行った。自身の誕生日である11月20日の神奈川公演では、映画館のスクリーンを貸し切りこれまでの軌跡をまとめたドキュメンタリー（約50分）にて銀幕デビュー。ライブ開催地を本拠地としている日本プロ野球の各球団の応援歌に合わせ、メドレー形式で各球団選手の「まねスイング」をVTRで上映。また、「荒三なみ子」[注 4]がゲスト出演しオリジナル楽曲「枯れ女のひとりごと」を披露した。
- 2018年1月11日、11作目のシングル「背水の猋 -HAISUI NO TSUMUJIKAZE- 」を配信。
- 2018年2月2日、出生地郡山市で初の凱旋ライブを開催。
- 2018年6月6日、ワークショップ「第一回 ホームランなみちと学ぼう！Homerun Study 2018」を開催。第二回のアクセサリーレッスングルーデコは初の女性限定イベントとして開催。
- 2018年11月20日、47都道府県全国ツアー「ALL STAR」開幕戦がスタート。
- 2022年3月21日、同月をもってサプライズを退社[12]、パチンコ・パチスロ関連の仕事から卒業し、今後はペットや子供をテーマとした仕事をしていきたいと発表した[注 5]。
- 2022年11月20日、結婚及び妊娠を発表[13]。

## 人物

### まねスイング
ものまねタレントのホリにすすめられ、2013年からまねスイング（野球選手のバッティングフォームものまね）を始める。レギュラーを務めるパチンコ・パチスロ情報番組『パチFUN!』内で初披露し、同番組内で自身が担当する「ルン♪ルン♪スロットメジャーリーグ」・「パチパチ☆メジャーリーグ」の恒例オープニングコーナーとなる。ファンの前で初披露したランディー・バース、伊集院光に称賛された和田一浩をはじめとして、レパートリーは30選手以上。江川卓本人に全盛期のライバルであった掛布雅之のものまねを評点してもらったこともあり、その時江川卓が付けた点数は90点であった。まねスイングを始めた当初は「ホームランものまね」という名称であったが、2017年9月に埼玉西武ライオンズのイベントに出演したことをきっかけに「まねスイング」に変更している。研究熱心さが高じて「伊集院光とらじおと」出演時に番組にゲストとして来ていた落合博満を直撃、落合のスイングについて訊こうとしたが、落合に熱が入りものまねからかけ離れ打撃指導を20分以上受けたという。

### ファンサービス
パチンコ・パチスロ店へ来店した際（番組収録を含む）には、希望者全員に1人1枚ずつサインと宛名を入れたブロマイド写真を無料でプレゼントしている。ブロマイドは全部で73種類あり定番のユニフォームブロマイドが23種、毎月限定のブロマイドが50種用意されている。また、写真撮影も可能で、ツーショットまたは本人のワンショットを選んで撮影することができる。

### 趣味・嗜好
将来なりたかった職業が「セーラームーン」と答えるほどセーラームーンが大好きで、この業界に入るきっかけを作ったのもセーラームーンである。
家族の一員でもあるフレンチブルドッグ（実家で飼っている）は癒しの存在であり、自身でも「フレンチブルドッグに目がない」と語るほど。また、フレンチブルドッグのグッズも収集している。

## 公演

### テレビ、WEB放送
- 輝け!パチスロリーグ（2011年12月3日放送開始、全20話、MONDO TV）
  - 「#3-4」木村魚拓 vs ホームランなみち
  - 「#7-8」嵐 vs ホームランなみち
  - 「#11-12」ネギ坊 vs ホームランなみち
  - 「#15-16」ビワコ vs ホームランなみち
- パチFUN!（テレビ埼玉、千葉テレビ、長野放送、テレビ愛知、テレビ神奈川、サンテレビ、群馬テレビ、びわ湖放送、ぎふチャン、北陸朝日放送）ーレギュラー
- ニワニワ庭グルメ（2012年2月26日、テレビ埼玉、第8回目放送、所沢編、埼玉県内のグルメ情報番組）ーゲスト出演
- レディースバトル～二階堂が挑戦～（2012年9月12日、9月19日、スカパー!、パチンコ★パチスロTV!）
- パチファラ王（2013年2月4日 サンテレビ、2013年2月9日 奈良テレビ）
- レディースバトル～二階堂が挑戦～（2013年7月6日、7月20日、スカパー!、パチンコ★パチスロTV!）
- パチンコ乙女（2013年7月7日、パチ動）
- 邦彦の懐かし台 レトロで会いましょう（2013年7月22日、パチ動）
- インスタントジョンソンのかわいこちゃ～ん（2013年9月7日、12月28日、アメーバスタジオ）
- 今夜もドル箱V（2013年10月1日、10月8日、テレビ東京）
- インスタントジョンソンのかわいこちゃ～んNEO!!（2014年2月15日、3月4日、3月15日、4月12日、10月25日、アメーバスタジオ）
- 進め！あるある探検隊！ レギュラーのお楽しみ会（2014年3月4日、チャンネル北参道）
- 指原24時間テレビ～ブー子は地球を救う～（2014年5月29日-5月30日、テレ朝チャンネル1）
- なみチャンネル（2014年7月3日、7月31日、Ustream）
- パチFUN！×アメスタ　～ファンディング特別企画～（2014年9月8日-9月14日、アメーバスタジオ-メインMC）
- 古坂大魔王のカツアゲ！（2014年12月9日、アメーバスタジオ）
- グランド魂（2015年2月1日-2017年6月、MONDO TV）ーメインMC
- ヒラヤマンのおもてなし（2015年3月6日、3月13日、パチンコ★パチスロTV!）
- なみチャンネル「77人の野球選手」（2015年7月7日、7月14日、Ustream）
- ういちとヒカルのおもスロい人々（2015年8月6日、8月13日、パチ・スロ サイトセブンTV）
- 全力坂（テレビ朝日）
  - 「忠弥坂」全力完走（2015年11月2日）
  - 「横見坂」全力完走（2015年11月24日）
- パチテレ！情報プラス（2016年2月9日、パチンコ★パチスロTV!）
- ぶるぺん 〜今まさに世に出ようとしている「あったまった人々」が登場！〜（2018年1月30日、Ustream、GYAO!）

### 新聞、連載
- MONDO TVモバイルサービス モンドモバイル コラム「なみ盛り！」（2012年4月10日-2014年8月30日、毎月10日20日30日配信／全90回）
- サンケイスポーツ新聞「ホームランなみちの狙い打ち！！」（2014年4月18日-2016年3月18日、月1回／第三金曜日掲載、産業経済新聞社）
- 日刊スポーツ新聞「ハッピーフルスイング」（2015年8月14日-2015年11月20日、月1回／第一金曜日掲載、日刊スポーツ新聞社）

### ライブ・イベント
- Birthday & Reel Love 発売プレイベント（2013年11月20日、あべのHoopオープンエアプラザ）
- ソロライブ「73」 ～キミの笑顔を予告ホームラン！～（2014年7月6日、新宿MARZ）
- 「73」リリース記念　ミニライブ＆ホームランガラポン大抽選会（2014年11月1日、タワーレコード新宿店）
- サプライズ年忘れ感謝祭! ～タダタダ楽しもう!! 2015年もよろしくね～（2014年12月26日、新宿MARZ）
- サプライズやしき　いらっしゃ～い（2015年1月11日、浅草花やしき）
- 縁起担ぎラリー第二弾（2015年2月19日、銀座出世地蔵尊、キリンの翼目、文銭堂、開運狸、日本武道館、花園神社）
- 縁起企画＠金魚坂（2015年3月3日）
- 幸せライブ2015（2015年4月4日、新宿MARZ）
  - 第一部｢Request Wave Live～キミの声を～｣
  - 第四部｢Special Lucky Live～キミと友に～｣
- 「39」リリース記念　ミニライブ（2015年5月5日、タワーレコード新宿店）
- 逆転ホームランライブ（2015年6月5日、新宿MARZ）
- 「9999《CounterStop》」予約会　ミニライブ&プレミアブロマイドプレゼント会 （2015年7月3日、タワーレコード新宿店）
- 価千金ホームランライブ（2015年9月18日、新宿MARZ）
- イオンモールライブ「9999 《CounterStop》」発売記念ミニライブ（2015年11月22日、イオンモール与野）
- さよならホームランライブ2015～クリスマスに感謝を込めて～（2015年12月25日、新宿MARZ）
- 東名阪ツアー
  - 先制ホームランライブ～2016開幕戦～（2016年1月8日、名古屋 ell SIZE）
  - 先制ホームランライブ～2016第二戦～（2016年2月5日、大阪府 堀江Goldee）
  - 先制ホームランライブ～2016最終戦～（2016年2月20日、東京 新宿MARZ）
- 一球入魂ホームランライブ（2016年5月22日、新宿LOFT）
- ホームランなみちバースデースペシャルイベント「なみちとスペシャル魚群とゆかいな仲間たち」（2016年11月20日、サンシャイン水族館）
- カウントダウンホールライブ（2016年12月31日-2017年1月1日、WING玉城店）
- メモリアルホームランライブ-2017-
  - ～First Memorial～ 船上プラチナライブ in TOKYO (2017年9月15日、海賊船 竹芝小型船発着所)
  - ～Second Memorial～ in NAGOYA (2017年10月13日、RADHALL)
  - ～Third Memorial～ ハロウィンナイト in CHIBA (2017年10月31日、柏ThumbUp)
  - ～Fourth Memorial～ バースデースペシャルシアターライブ in KANAGAWA みなとみらい (2017年11月20日、イオンシネマみなとみらい 6番シアター)
  - Fifth Memorial in OSAKA ～Started From ABENO～ (2017年12月1日、ROCKTOWN）
  - Final Memorial in TOKYO ～ SHIBUYA 73 Project Beginning ～ (2018年1月3日、渋谷TSUTAYA O-WEST）
- ホームランなみちのホームラン打たnight公開ラジオ収録☆クリスマスSpecialディナーショー(2017年12月24日、グレースバリ池袋店）
- メモリアルホームランライブ延長戦 in FUKUSHIMA（2018年2月2日、郡山PEAK ACTION）
- Diamond Homerun Live（2018年5月1日、SHIBUYA CLUB QUATTRO）
- HAPPY 73 BOX vol.1～お楽しみ詰め込みライブ～（2018年5月24日、柏Thump Up）
- ホームランなみちと学ぼう！～Homerun Study 2018～
  - 第一回「カメラ レッスン」～ポートレート写真（人物写真）が上手に撮れる簡単テクニック～（2018年6月6日、みんなの会議室）
  - 第二回「アクセサリーレッスン」～今おしゃれな女性の間で話題沸騰のDIY、グルーデコでなみちとお揃い【73ロゴチャーム】を作ろう！～（2018年7月7日、the SNACK）
  - 第三回「英会話レッスン」～Let's! Enjoy English! with Namichi～（2018年7月7日、みんなの会議室）
  - 第四回「Homerun Cooking」～なみちと一緒に夏野菜を使ったヘルシー中華を作って食べよう！！～（2018年8月8日、中国料理 美虎）
  - 第五回 HOMERUN 47 コラボ企画「ニッポンを楽しもう～お祭り編～」～47都道府県のお祭り制覇！～（2018年9月9日、わなびば３３３）
  - 第六回「Homerun Dancing !!」～なみちの歌でリズムに乗ってダンスを楽しもう！～（2018年9月9日、in the house）
  - 第七回「ツキを呼び込む 手相学」～目指せ！運気アップ！なみちと一緒に幸せループを手に入れよう！～（2018年10月10日、Ｚ会ラーニング・テクノロジ スタジオ）
  - 第八回 ALL STAR コラボ企画「NIPPONを楽しもう！～お肉編～」～47都道府県の美味しいお肉を制覇しよう！～（2018年11月11日、外苑前アイランドスタジオ）
- NIPPON47都道府県全国ツアー ALL STAR
  - 開幕戦 in 東京（2018年11月20日、東京ドームシティMLBカフェ）
  - 第2戦 in 富山（2018年12月14日、LOG SESSION）
  - 第3戦 in 千葉（2018年12月24日、柏ThumbUp）
  - 第4戦 in 三重（2018年12月31日、CLUB ROOTS）
  - 第5戦 in 茨城（2019年1月4日、水戸SONIC）
  - 第6戦 in 奈良（2019年1月25日、オーシャンブールバード）
  - 第7戦 in 宮崎（2019年2月2日、SR BOX）
  - 第8戦 in 静岡（2019年2月14日、Sunash）

### 舞台
- ラチェットレンチ2「青天のトラブルチェリー」（2011年2月17日-2月20日、阿佐ヶ谷アルシェ）
- ラチェットレンチ3「旅空カムアゲイン」（2011年10月13日-10月16日、阿佐ヶ谷アルシェ）
- ラチェットレンチ4「曇天プラネタリウム」（2012年4月4日-4月8日、池袋GEKIBA）
- ラチェットレンチ5「アスピリンスノー」（2012年10月19日-10月21日、荻窪かいホール）
- Ann&Mary Presents Vol.2「Pirates of the Desert 2～アカツキ国の牢獄～」（2014年10月1日-10月5日、シアターグリーン BIG TREE THEATER　日替わりゲスト10月5日）
- 劇団全力バカ娘　旗揚げ公演「ハッタリ合戦」（2016年3月31日-4月1日、新宿シアターモリエール）
- 劇団全力バカ娘 Vol.2「七人の賽～サイコロは投げられた～」（2016年7月1日-7月2日、新宿シアターモリエール）

### 雑誌・DVD
- スーパーパチスロ７７７ 1月号（2013年11月19日、竹書房）
- スーパーパチスロ７７７ 5月号（2013年3月19日、竹書房）
- パチンコ必勝本 DVD VERSUS ROUND2（2015年8月8日、辰巳出版）
- パニック7ゴールド 3月号 DVD （2015年1月17日、ガイドワークス）
- パチンコパチスロホール情報誌「アツ姫」（2015年12月28日-、毎月30日発売／関東・東海・九州・山口のファミリーマート））-親衛隊
- ヤングチャンピオン烈 2016年No.6 「瀬口たかひろの美少女発見！」（2016年5月17日、秋田書店）-イラスト
- 週刊プレイボーイ 2017年4月24日号（2017年4月10日、集英社）-BINGO5特集ページ
- 水森崇史「東京野球女子百景」第1巻（2018年11月8日、秋田書店）

### ラジオ
- お試しやってま～す(2013年3月9日、3月16日、K’zステーション)
- つちやRYU'S BAR（2013年12月20日、FM YAMATO）
- ぱん☆チラッFRIDAY（2014年2月21日、かつしかFM）
- 髭男爵山田ルイ53世のルネッサンスラジオ（2014年10月21日　山陽放送、10月24日　山梨放送、10月25日　茨城放送、10月26日　北日本放送、10月26日　北陸放送)
- 60TRY部（2014年11月14日、ラジオ日本）
- コーデBOX（2014年12月30日、FM aiai）－生電話ゲスト出演
- おかえりすまいる「スナックさなえ」（2015年5月8日、すまいるFM）
- 伊集院光とらじおと（2016年4月11日-2022年3月21日、TBSラジオ）－レポーター
- ホームランなみちのホームラン打たnight★（2016年12月24日-（不定期）、TwitCasting）－メインMC
- LIVE PLANET（2018年4月29日、bayfm）
- ラブ・Voyage（2018年6月12日、ラジオ関西）

### CM
JINRO「マッコリ」TRY！マッコリ／ジョッキマッコリ編 （2013年7月13日、フジテレビ・2013年7月13日-7月19日、新橋駅前ビジョン）

### 女塾オールスターズでの活動
- 抜け駆け！！女塾 vol.14 ～ゴールデンウィークど真ん中SP！～（2014年4月30日、Show Box）
- 抜け駆け！！女塾 vol.16 ～いよいよ女塾オールスターズ結成！？ SP～（2014年6月26日、Show Box）
- 抜け駆け！！女塾 vol.18 ～解散？or存続？女塾オールスターズお披露目SP～（2014年9月25日、Show Box）
- 抜け駆け！！女塾 vol.20 ～X'mas女塾フェス！新顔から古株まで全員集合SP～（2014年12月16日、Shibuya WWW）
- 抜け駆け！！女塾 vol.21 ～新年あけまして！波乱の2015スタートSP～」収録（2015年1月15日、Show Box）
- 抜け駆け！！女塾 vol.22 ～ちょっぴり遅いバレンタインSP！女塾ファンミーティング～（2015年2月19日、下北沢CAVE-BE）
- 抜け駆け！！女塾 vol.23 ～春全開！フレッシュアイドル集合SP！～（2015年3月26日、Show Box）
- 抜け駆け！！女塾 vol.24 ～春の激アツ女祭り～（2015年4月30日、下北沢CAVE-BE）
- 抜け駆け！！女塾 vol.26 ～梅雨なんかぶっ飛ばせ！CDデビュー目前SP～（2015年6月25日、ShowBox）
- 抜け駆け！！女塾 vol.27 ～デビュー直前待ったなし！運命の夏スタートSP～（2015年7月15日、Show Box）
- TOKYO IDOL FESTIVAL 2015（2015年8月1日、マイナビステージ（フジテレビ本社屋1階））
- 女塾オールスターズ CDリリースキャンペーン
  - ヨドバシカメラ吉祥寺店（2015年8月4日）
  - アキバソフマップ1号店（2015年8月5日）
  - TSUTAYA渋谷店（2015年8月6日）
- 抜け駆け！！女塾 vol.29 ～1年間ありがとう！女塾オールスターズ解散LIVE！＆ヤソP断髪式SP～（2015年9月28日、池袋dot）

### その他出演（ゲスト出演含む）
- 「オリックス・バファローズ vs 福岡ソフトバンクホークス」（2012年9月26日、京セラドーム大阪）－国家斉唱
- DNA LIVE teamD vol.4（2012年11月16日、hillsパン工場）
- 竹書房ビジュアルクイーンコンテスト2013 表彰式（2013年4月16日、秋葉原ツインボックス）
- 麻雀最強戦2013鉄人プロ代表決定戦（2013年6月15日）－ラウンドガール
- BRASH 週の真ん中半額ライブ!!（2013年8月21日、上野BRASH）
- Super Girls Summit 2013（2013年9月20日、hillsパン工場）
- Girl's Live in 池袋 Black Hole vol.3（2013年10月7日、池袋Black Hole）
- GIRL’S BOX vol.7（2013年12月11日、渋谷O-WEST）
- Voice Master X'mas LIVE（2013年12月20日、hillsパン工場）
- ガールズイノベーション（2014年2月2日、新宿BLAZE）
- 南港チャリティーライブ2014 in ATC（2014年8月30日、大阪南港ATC　潮風のステージ）
- Wonder Osaka Vol.5（2014年8月30日、とんぼりリバーウォーク道頓堀　船上特設ステージ）
- 第九回asfi定期公演!! ～橘琴以asfiお勤め1周年記念公演～（2014年11月26日、SHIBUYA DESEO）
- 千葉市立養護学校マリンフィールド招待チャリティーゴルフコンペ（2014年12月1日）－ゲストMC
- Girls Storm X'mas（2014年12月21日、横浜プレミアホール）
- LIVEプラス＠赤坂BLITZ supported by 「きみだけ★LIVE」（2015年1月1日、赤坂BLITZ）
- 光上せあら「それぞれ歩いてくvol.2」（2015年5月30日、池袋シアターYES）－ゲスト出演
- 千葉市立養護学校マリンフィールド招待チャリティーゴルフコンペ（2015年12月1日）－ゲストMC
- HiGH VOLTAGE MAX　～心斎橋炎情編～（2016年4月18日、BIGCAT）
- ハイパーあいどるフェス!!（2016年8月14日、大阪城野外音楽堂）
- 千葉市立養護学校マリンフィールド招待チャリティーゴルフコンペ（2016年12月1日）－ゲストMC
- 「埼玉西武ライオンズ vs 北海道日本ハムファイターズ」（2017年9月10日、メットライフドーム）－ゲスト
- ThumbUp 9th Anniversary 〜バレンタイン大作戦〜（2018年2月13日、柏ThumbUp）
- 城北公園フェア2018（2018年6月2日、 城北公園 メインステージ）
- PUWERFUL GIRL ～夏も終わり編～（2018年8月29日 柏Thumb Up）

## ディスコグラフィ

### マキシシングル
|     | 発売日        | タイトル            | 規格品番  | 収録曲                        | 配信日         | 作詞                           | 作曲     |
| --- | ------------- | ------------------- | --------- | ----------------------------- | -------------- | ------------------------------ | -------- |
| 1st | 2013年12月1日 | Reel Love           | SPR-00073 | Reel Love                     | 2012年11月20日 | ホームランなみち               | 吉永真悟 |
| 1st | 2013年12月1日 | Reel Love           | SPR-00073 | Reel Love(インスト)           | －             | －                             | 吉永真悟 |
| 2nd | 2014年7月7日  | 73                  | SPR-00173 | 久遠の火群 -KUON NO HOMURA-   | 2014年4月30日  | 若王子セロリ                   | 吉永真悟 |
| 2nd | 2014年7月7日  | 73                  | SPR-00173 | 月波数↑ -Luna Hertz-          | 2014年5月31日  | 若王子セロリ                   | 吉永真悟 |
| 2nd | 2014年7月7日  | 73                  | SPR-00173 | 遠い星の詩                    | 2014年6月30日  | ホームランなみち＆若王子セロリ | 吉永真悟 |
| 3rd | 2015年3月9日  | 39                  | SPR-00273 | 橙色の風〜オレンジオーラ〜    | 2014年12月12日 | 若王子セロリ                   | 吉永真悟 |
| 3rd | 2015年3月9日  | 39                  | SPR-00273 | 三次元のキミへ                | 2015年1月11日  | 若王子セロリ                   | 吉永真悟 |
| 3rd | 2015年3月9日  | 39                  | SPR-00273 | REAL TUTORIAL〜四次元への路〜 | 2015年2月22日  | 若王子セロリ                   | 吉永真悟 |
| 4th | 2015年9月9日  | 9999 -Counter Stop- | SPR-00373 | ENCOUNTER                     | 2015年8月22日  | 若王子セロリ                   | 吉永真悟 |
| 4th | 2015年9月9日  | 9999 -Counter Stop- | SPR-00373 | DIMENSION JUNCTION            | 2015年3月3日   | 若王子セロリ                   | 吉永真悟 |
| 4th | 2015年9月9日  | 9999 -Counter Stop- | SPR-00373 | ASCENSION                     | 2015年4月4日   | －                             | 吉永真悟 |

### 女塾オールスターズでの参加曲
| 発売日       | タイトル     | 規格品番  | 収録曲                                 | 作詞                | 作曲                |
| ------------ | ------------ | --------- | -------------------------------------- | ------------------- | ------------------- |
| 2015年8月5日 | 脇を見ないで | YZPB-5051 | 脇を見ないで                           | 八十島 弘行（2700） | 八十島 弘行（2700） |
| 2015年8月5日 | 脇を見ないで | YZPB-5051 | トゥーザシャキナベイビーロンリファイト | 八十島 弘行（2700） | 八十島 弘行（2700） |
| 2015年8月5日 | 脇を見ないで | YZPB-5051 | ラッパーと過ごした2年間の日々          | 八十島 弘行（2700） | 八十島 弘行（2700） |